# Valberget
Valberget est une localité du comté de Nordland, en Norvège.

## Géographie
Administrativement, Valberget fait partie de la kommune de Vestvågøy.